# Ултра Вайълет и Черния скорпион
„Ултра Вайълет и Черния скорпион“ (на английски: Ultra Violet & Black Scorpion) е американски супергеройски комедиен сериал, разработен от Лео Чу и Ерик С. Гарсия, и е създаден от Дан Ернандез и Бенджи Самит. Излъчва се по Дисни Ченъл на 3 юни до 11 ноември 2022 г. В сериала участват Скарлет Естевес, Джи Ар Виллареал, Мариана Бурели, Хуан Алфонсо, Брандън Росел, Зилия Анкръм и Браян Бланко.

## Актьорски състав
- Скарлет Естевес – Вайълет Родригес / Ултра Вайълет[1]
- Джи Ар Виллареал – Круз де ла Вега / Черния скорпион[1]
- Мариана Бурели – Нина Родригес, майката на Вайълет[1]
- Хуан Алфонсо – Хуан Карлос Родригес, бащата на Вайълет[1]
- Брандън Росел – Сантяго Родргиес, брат на Вайълет[1]
- Зилия Анкръм – Мая Милър-Мартинес, най-добрата приятелка на Вайълет[1]
- Браян Бланко – Луис Леон[1]
- Лорена Хорхе – Каталина Ривера, гадже на Круз

## В България
В България сериалът се излъчва по локалната версия на Дисни Ченъл на 17 април 2023 г. с разписание всеки делник от 20:15 ч.

### Нахсинхронен дублаж
| Роля                 | Изпълнител         |
| -------------------- | ------------------ |
| Вайълет              | Йоанна Драгнева    |
| Круз/Черния скорпион | Явор Караиванов    |
| Нина                 | Надежда Панайотова |
| Хуан Карлос          | Росен Русев        |
| Мая                  | Елена Грозданова   |

| Обработка              | Александра Аудио   |
| ---------------------- | ------------------ |
| Изпълнителен продуцент | Васил Новаков      |
| Преводач               | Йоанна Йорданова   |
| Музикален режисьор     | Красиана Димитрова |
| Режисьор на дублажа    | Анатолий Божинов   |